# Hellnation
Hellnation — американская группа, играющая грайндкор/трэшкор. Группа собралась в 1988, первая запись была сделана в 1989.  Их музыка классифицируется по-разному, обычно как трэшкор, пауэрвайоленс или грайндкор. Hellnation совершили множество туров в США, Японии, Бразилии и Европе. Музыка группы включает в себя быстрый панк-рок c обильным количеством дисторшна, тексты наполнены большим количеством ненависти. Члены группы также играют в Brody's Militia и Jacked Up Zeros.

## Состав
- Albert - ударные/вокал
- Ken - гитара/бэк-вокал
- Doug - бас/бэк-вокал

## Дискография

### Релизы Hellnation
- People's Temple 7" EP (Sound Pollution, 1990)
- Suppression 7" EP (Sound Pollution, 1991)
- Colonized LP (Sound Pollution, 1993)
- Aussie 7" EP (Spiral Objective / Australia, 1994)
- Control LP / CD (Sound Pollution, 1994)
- A Sound Like Shit CD (Sound Pollution, 1996)
- At War With Emo 5" EP (Slap A Ham, 1997)
- Your Chaos Days Are Numbered LP / CD (Sound Pollution, 1998)
- Thrash Or Die 7" EP / MCR  (Japan, 1998)
- Fucked Up Mess LP / CD (Sound Pollution, 1999; Laja / Brazil, 2001)
- Cheerleaders for Imperialism LP / CD (Slap A Ham / USA, 2000)
- Thrashwave CD (Sound Pollution, 2002; Laja / Brazil, 2002)
- Dynamite Up Your Ass LP / CD (Sound Pollution, 2002; Laja / Brazil, 2004)

### Сплиты и сборники
- Various Artists, Bbblleeaauurrgghh (Slap A Ham, 1991)
- Various Artists, Bloodless Unreality 7" (Forfeit, 1992)
- Various Artists, I Kill What I Eat CD (Ecocentric / Germany, 1992)
- Various Artists, No Desire To Continue Living 10" (Farewell / Germany, 1993)
- Hellnation / Real Reggae split 7" (Slightly Fast / Japan, 1996)
- Hellnation / CFUDL split 7" EP (Sound Pollution, 1996)
- Hellnation / Sink split 7" EP (Sound Pollution, 1997)
- Various Artists, ABC's Of Punk LP+7" / CD (Whirled Records, 1997)
- Various Artists, Tomorrow Will Be Worse 4x7" box set (Sound Pollution, 1998)
- Various Artists, Fiesta Comes Alive LP / CD (Slap A Ham, 1998)
- Various Artists, Homeless Benefit 2x7" (Bad Card / France, 1999)
- Various Artists, Reality Vol. 3 LP / CD (Deep Six, 1999)
- Hellnation / Merda split 7" (2+2=5 / Luna / Brazil, 2001)
- Various Artists, Tomorrow Will Be Worse CD (Sound Pollution, 2001)
- Various Artists, All Punks Spending Drunk Night 7" EP (Backwoods Butcher, 2006)
- Hellnation/Capitalist Casualties Split (Sound Pollution 101/Six Weeks 114, 2008)